# Jekyll Island

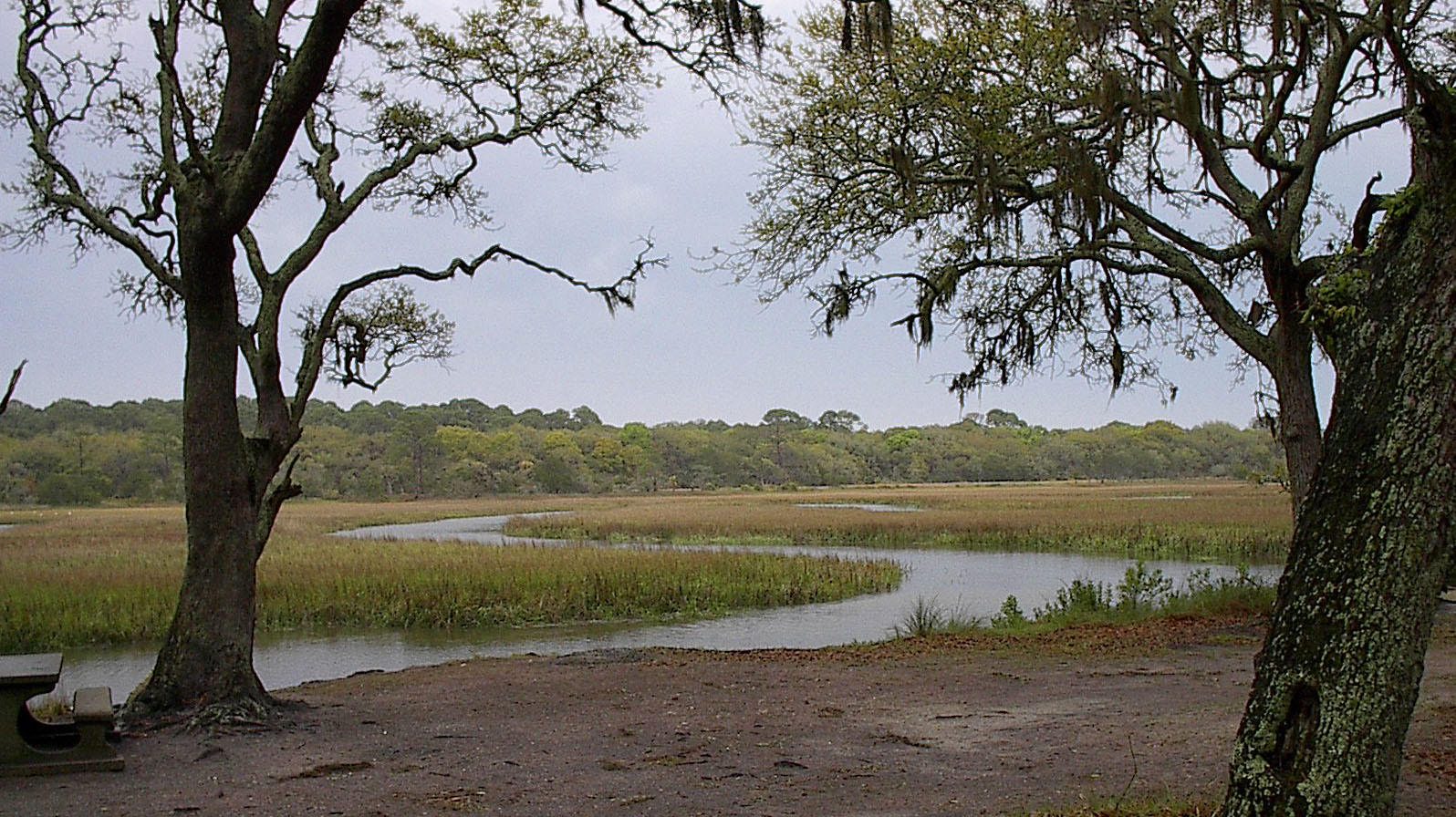
Jekyll Island

Jekyll Island är en ö strax utanför den amerikanska delstaten Georgias kust. Närmaste stad på fastlandet är Brunswick. Närmaste större stad norrut är Savannah, Georgia och närmaste större stad söderut är Jacksonville, Florida. Närmaste öar är St. Simons Island och Cumberland Island. Jekyll Island är idag en ö med många turister. Ön är dock främst känd för ett hemligt möte 1910 mellan några av världens ledande bankirer, där planerna för Federal Reserve drogs upp. 

## Historik
1886 köpte en grupp miljonärer Jekyll Island och omvandlade det till en exklusiv semesterö. År 1900 hade Jekyll-klubben tillgångar motsvarande 1/6 av världens välstånd. Bland dess medlemmar fanns bland andra finansfamiljerna Astor, Vanderbilt, Morgan, Pulitzer och Gould. Winston Churchill och President McKinley ansökte om medlemskap men beviljades inte. 1908, efter en finanskris som sägs ha skapats av J.P. Morgan (källa: The Web of Debt), intensifierades försöken från de ledande finansfamiljerna att skapa ett nytt bank- och valutasystem i landet. 
1910 ägde så det hemliga mötet rum, där världens ledande finansmän tillsammans med politikern Aldrich gjorde upp om taktiken. Planen var enkel: 
- Den nya centralbanken skulle inte kallas för en centralbank eftersom den amerikanska allmänheten var emot en centralbank. Istället måste den ges något annat namn, därav namnet Federal Reserve.

- Banken skulle officiellt kontrolleras av Kongressen, men en majoritet av dess medlemmar skulle väljas ut av privata banker som skulle äga sina egna aktier i centralbanken.

- För att få allmänheten att inte tro att Federal Reserve styrdes från New York så skulle ett system med tolv regionala banker skapas. Eftersom nationens pengar och krediter koncentrerades i New York skulle det ändå bli Federal Reserve Bank of New York som kontrollerade systemet.

## Jekyll-klubbens upplösning
Nationella och globala händelser under 1930-talet ledde till att Jekyll-klubben lades ned 1942. Jekyll Island köptes av delstaten Georgia 1947. Idag står 33 av den exklusiva Jekyll-klubbens stugor kvar och är öppna för turister. 

## Externa sidor
- Jekyll Island - An Affordable Georgia Beach Family Vacation Destination Spot
- Jeckyll Island and the Federal Reserve